# Nāḩiyat ‘Ayn Ḩalāqīm
Nāḩiyat ‘Ayn Ḩalāqīm (arabiska: ناحية عين حلاقيم) är ett subdistrikt i Syrien.   Det ligger i provinsen Hamah, i den västra delen av landet, 160 km norr om huvudstaden Damaskus.
Trakten runt Nāḩiyat ‘Ayn Ḩalāqīm består till största delen av jordbruksmark. Runt Nāḩiyat ‘Ayn Ḩalāqīm är det ganska tätbefolkat, med 139 invånare per kvadratkilometer.